# Ardingly
Ardingly – wieś w Anglii, w hrabstwie West Sussex, w dystrykcie Mid Sussex. Leży 55 km na północny wschód od miasta Chichester i 52 km na południe od Londynu. W 2001 miejscowość liczyła 1833 mieszkańców.